# Курбанова, Хаваят Гаджи кызы
Хаваят Гаджи кызы Курбанова (азерб. Həvayət Hacı qızı Qurbanova; род. 13 февраля 1937, Саров, Геранбойский район) — советский азербайджанский агроном, Герой Социалистического Труда (1966).

## Биография
Родилась 13 февраля 1937 года в селе Саров Геранбойского района Азербайджанской ССР.
С 1955 года бригадир, агроном колхоза «Азербайджан» Касум-Исмаиловского района, с 1966 года агроном министерства сельского хозяйства Нахичеванской АССР, с 1972 года младший научный работник комплексно-зональной опытной станции Нахичеванской ССР. С 1975 года старший агроном, с 1976 года счетовод Нахичеванского отделения объединения «Азсельхозтехника». В 1965 году бригада Курбановой выполнила план по сбору хлопка на 130 %.
Указом Президиума Верховного Совета СССР от 30 апреля 1966 года за успехи, достигнутые в увеличении производства и заготовок хлопка-сырца Курбановой Хаваят Гаджи кызы присвоено звание Героя Социалистического Труда с вручением ордена Ленина и золотой медали «Серп и Молот».
Активно участвовала в общественной жизни Азербайджана. Член КПСС с 1964 года. Депутат Совета Национальностей Верховного Совета СССР 7-го созыва.
С 2002 года президентский пенсионер. Проживает в городе Нахичевань.